# Гіхтюм
Гіхтюм (нід. Hichtum) — село в нідерландській провінції Фрисландія. Входить до муніципалітету Південно-Західна Фрисландія.
Його площа становить 3,30км², а населення станом на 2021 рік складало 80 осіб.
Перша згадка про населений пункт датується  13-им сторіччям.